# 瘤岩螺
瘤岩螺（学名：Thais bronni），是新腹足目骨螺科Thais的一种。主要分布于韩国、中国大陆、台湾，常栖息在潮间带。